# 소요학파

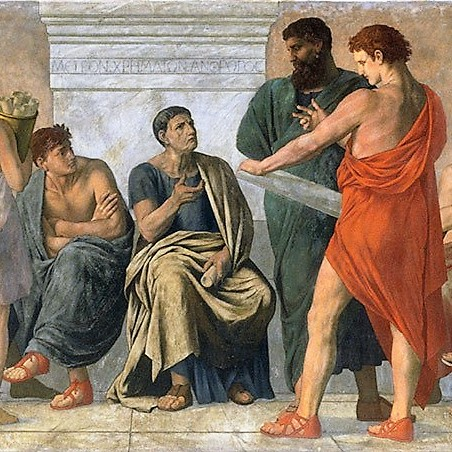

아리스토텔레스 학파는 아리스토텔레스가 학도들과 산책하면서(페리파테인) 강의하고 논의한 페리파토스(산책길)에서 유래되어 페리파토스 학파(소요학파, Peripatetic school)라고도 불린다.

## 개요
이국인인 아리스토텔레스가 살아 있는 동안의 학교(리케이온)는 일반 공개의 김나시온(體育所)을 차용한 것이었으나 2대째 학두 테오프라스토스에 이르러 팔레론의 데메트리오스의 원조로 비로소 부지(敷地)나 시설, 성전을 갖춘 학원이 되었다.
테오프라스토스는 아리스토텔레스가 칼키스로 떠난(전 323) 뒤에 학교의 지휘를 이어받아 또 한 사람의 수제자인 로도스의 에우데모스와 공동으로 직무와 연구에 임했다. 먼저 스승의 강의와 기타 편집과 간행에 종사하면서 스승의 학설을 발전시키는 데에 노력하였다. 제자들은 스승의 학문적 방법 중 하나인 학설사적(學說史的) 연구를 진전시켜 각각 전문분야에서 전기(傳記)나 사상을 정리하였다. 테오프라스토스는 자연학 특히 감각론의 역사를, 에우데모스는 기하학·산수·천문학 등의 역사를, 타라즈의 아리스토크세노스는 음악사를, 디카이아르코스는 그리스인의 생활사를 썼다. 특히 마지막 두 사람의 학설에는 피타고라스 학파 학설(영혼의 조화설 등)이 들어 있다.
3대째의 학두인 람프사코스의 스트라톤은 모든 물체는 무게를 가지며 그 하강(下降)운동만이 유일한 자연운동이라 하였다. 즉 스승의 목적론적 자연관을 떠나 에피쿠로스 학파에 접근하였다. 그러나 원자론(原子論)과 달라서 세계의 내부에만 무한과 공허(空虛)를 허락하였고 스승의 질적 역동설(質的力動說)에 따라 시간과 운동의 연속을 인정하였다. 그리고 혼을 육체 전체로 퍼지는 프네우마라고 하여 지적 활동도 그 운동이며 사상은 감각적 인상이 약한 반향(反響)이라 하였다. 이리하여 아리스토텔레스의 경험주의는 순수한 감각주의가 되었다. 이에 대하여 키프로스의 크레아르코스는 플라톤이나 아리스토텔레스가 젊었을 때 주장한 것과 같이 영혼의 유리(遊離)를 인정하고 있다. 이러한 두 경향이 있다는 것은 도그머티즘(독단주의)에 빠지지 않는 이 파(派)의 특색임과 동시에 다른 학파처럼 영속하지 않는 이유이기도 하다.
4대째 학두인 뤼콘 및 후계자들은 실천철학적(實踐哲學的) 관심이 주가 되었다. 6대째 학두 크리톨라오스는 최고선(最高善)을 테오프라스토스가 말한 영혼과 육체와 운동 등 세 개의 선(善)을 총체라고 한다든지, 7대째 학두인 티로스의 디오도로스는 덕에 무고(無苦)를 더한다든지 하여 스토아 학파와 유사해진다. 또한 로도스의 히에로니무스는 쾌(快)의 결여(缺如)로서의 아포노이아(無苦)를 최고선이라 하여 에피쿠로스 학파와 흡사하게 되면서도 부동의 쾌(快)를 아파티아(無苦)라고 한 에피쿠로스와도 다르다.
그런데 테오프라스토스가 유언으로 스켑시스의 넬레우스에 맡겨 지하실에 비장된 그 문고는 그 후 애서가(愛書家) 아펠리콘이 아테네로 가져 오게 되었고, 다시 술라가 로마로 반입하여(전 86) 곳곳의 사설 문고에 수장되었다. 이런 경로로 아리스토텔레스와 테오프라스토스의 원고는 문법가 티라니온의 복사를 기초로 10대째 학두인 안드로니코스에 의하여 로마에서 간행되었다. 그는 그때까지 유포되고 있던 여러 저작(대화편 등)에 이들 학문적인 저작을 대립시켰다. 먼저 오르가논을 만들어 철학적인 예비 학문으로 삼음과 동시에 다른 저작도 체계적인 견지에서 배열하였다. 이것이 오늘날에 와서도 아직껏 근본적인 개혁이 어려운 아리스토텔레스 전전(全典)인 것이다. 이 전전을 기초로 하여 그 후의 아리스토텔레스 철학의 주석과 연구는 진행되었다.
페리파토스파의 최후이며 최대 주석가는 3세기 후반 아프로디시아스의 알렉산드로스이다. 그는 <형이상학> <분석론 전서(前書)> <감각에 대하여> <기상학(氣象學)>, 기타 주석을 썼다. 그는 아테네에서 제자를 양성하고 있었는데 그의 누스론(論) - 우리들의 지성은 결부되어 있어서 가능성에 불과하지만 지적 대상을 알 때에 신 스스로가 우리들 속에서 사유하고 있다 - 은 에스파냐의 아베로에스 해석의 본이 되었다.

## 같이 보기
- 철학
- 아리스토텔레스
- 헬레니즘
- 고대 그리스

## 참고 문헌
- 이 문서에는 다음커뮤니케이션(현 카카오)에서 GFDL 또는 CC-SA 라이선스로 배포한 글로벌 세계대백과사전의 내용을 기초로 작성된 글이 포함되어 있습니다.